# Jacinto-silvestre
Hyacinthoides non-scripta (anteriormente Endymion non-scriptus ou Scilla non-scripta), conhecida popularmente como Jacinto, Hiacinto, Jacinto-dos-Bosques, Jacinto-silvestre, é uma planta perene bulbosa, encontrada em áreas atlânticas europeias do noroeste da Península Ibérica às Ilhas Britânicas, também usada como planta de jardim. Na primavera, H. non-scripta produz uma inflorescência unilateral de 5 a 12 flores tubulares, de violeta-azul com cheiro doce, com tépalas muito recurvadas e 3 a 6 folhas basais, lineares e longas.

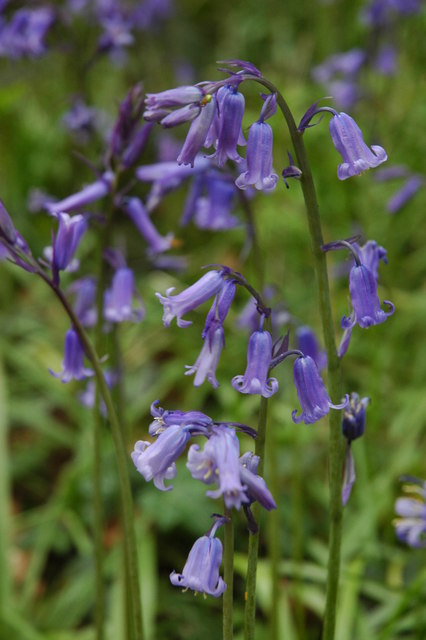
Bluebell das Ilhas Britânicas

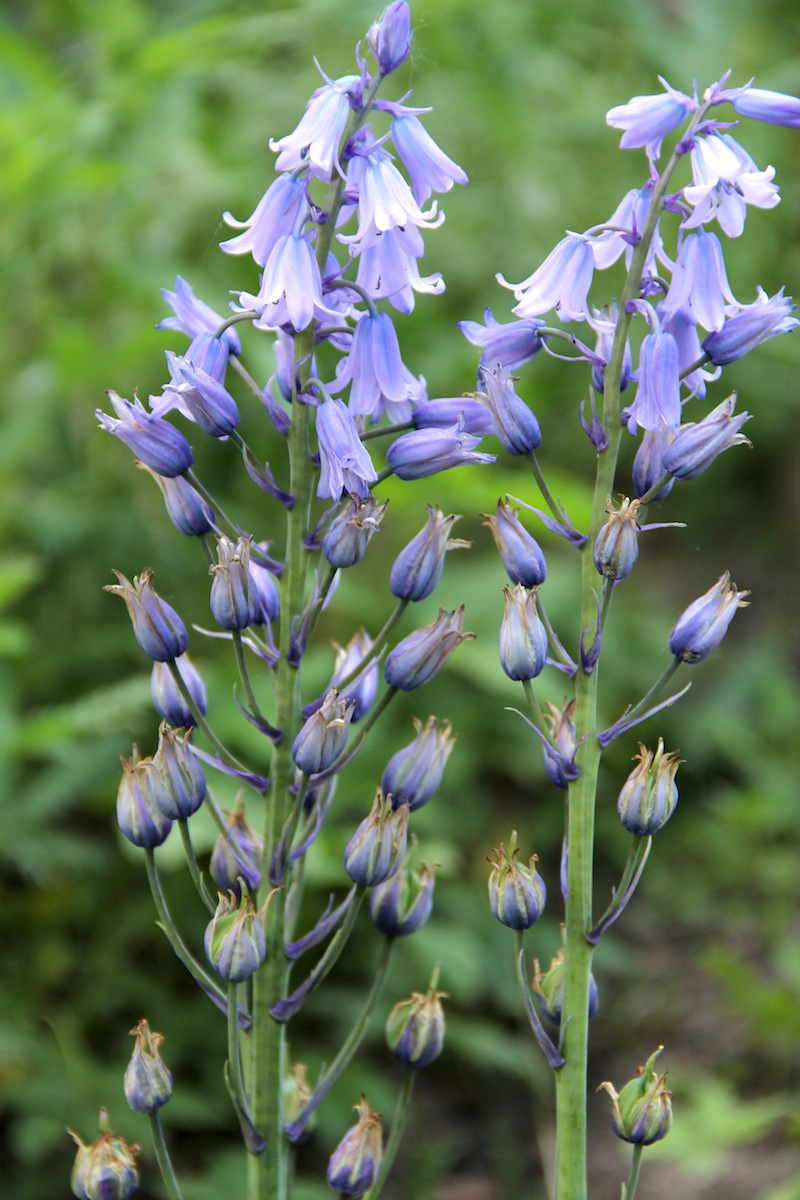
Jacinto dos Campos tem tons mais pálidos, pétalas menos recurvadas e pólen azul

H. non-scripta é particularmente associada a zonas de floresta antiga, onde pode dominar o chão, cobrindo-o em tapetes de flores azul-violeta, embora possa ocorrer em habitats mais abertos nas regiões ocidentais. A espécie relacionada, H. hispanica introduzida nas Ilhas Britânicas, hibridiza-se com H. non-script produzindo intermediários conhecidos como H. x massartiana.

## Espécies relacionadas
Hyacinthoides non-scripta forma um clado com três outras espécies - H. hispanica, H. paivae e H. cedretorum - centradas na Península Ibérica. H. paivae é restrito a uma pequena área do noroeste da Península Ibérica (Galiza e partes de Portugal), enquanto H. cedretorum é encontrado em áreas montanhosas do norte da África ocidental (Marrocos e Argélia). Dentro da Iberia, H. non-script e H. hispanica são geograficamente separadas pelo rio Douro.  O género contém sete espécies adicionais, a maioria distribuída mais a leste, na bacia do Mediterrâneo.

## Distribuição e ecologia
Hyacinthoides non-scripta é nativo das partes ocidentais da Europa Atlântica, do noroeste de Portugal, até à Holanda e as Ilhas Britânicas. Encontra-se na Bélgica, Espanha, França, Grã-Bretanha, Holanda, Irlanda e Portugal, e é uma espécie naturalizada na Alemanha, Itália e Roménia. Foi igualmente  introduzida em várias partes da América do Norte, no noroeste do Pacífico (Colúmbia Britânica, Washington e Oregon), na região dos Grandes Lagos (Ontário, Nova York, Ohio e Pensilvânia) e outras partes dos Estados Unidos (Virginias, Kentucky e Indiana).